# Antigua Casa de Baños de Nazaret
La Antigua Casa de Baños de Nazaret (en hebreo: בית המרחץ העתיק) fue descubierta a finales de 1990 por Elías y Martina Shama durante las renovaciones en el interior de su tienda cerca del llamado Pozo de María en Nazaret en la actual Israel. Los arqueólogos que examinaron el baño asignan su construcción a varios períodos, el más antiguo de los cuales es el período griego o romano en Palestina.
A finales de 1990, una pareja local Nazaret, Elías y Martina Shama descubrieron tuberías en su pared, y una porción de un túnel. Cavaron a través de la pared, y descubrieron pasajes subterráneos que, tras una excavación revelaron un vasto complejo subterráneo. 
Un equipo de investigación de América del Norte realizó un estudio de radar penetrante terrestre de alta resolución (GPR) en varios lugares dentro y alrededor del Pozo de María en 2004 y 2005 para determinar los lugares apropiados para cavar más lo que los llevó por debajo de la casa de baños. Se recogieron muestras para la datación de radio-carbono y los datos iniciales de lecturas GPR parecen confirmar la presencia de estructuras subterráneas adicionales.
En 2003, el arqueólogo Richard Freund declaró su creencia de que el sitio era claramente de orígenes de la era romana: "Estoy seguro de que lo que tenemos aquí es una casa de baños de la época de Jesús, "dice," y de que las consecuencias para arqueología, y para nuestro conocimiento de la vida de Jesús, son enormes."